# Маграани
Маграани (груз. მაღრაანი) — селение в Ахметском муниципалитете, Кахетия, Грузия.

## География
Расположено к северу от райцентра города Ахмета.
Ближайшие сёла: на севере — Халацани, на юге — Земо-Алвани и Квемо-Алвани, на востоке — Пичховани, на западе — Корети.